# Андижанка (клуб по хоккею на траве)
«Андижанка» — бывшая советская команда по хоккею на траве из города Андижан. Четырёхкратный чемпион СССР, четырёхкратный обладатель Кубка СССР, бронзовый призёр Кубка европейских чемпионов.

## История создания
Женская команда по хоккею на траве в Андижане была создана в 1975 году по инициативе второго секретаря областного комитета КП Узбекской ССР Бориса Красникова. Он обосновал предложение тем, что прочитал в иностранном журнале: для женщин этот вид спорта — самый полезный среди других игровых.
Команду создал тренер Мирон Ким, который до этого работал с гандбольным коллективом «Буревестник» Андижанской школы высшего спортивного мастерства. В конце октября — начале ноября 1975 года «Андижанка» выиграла проходивший в городе турнир пяти команд по хоккею на траве. Они были укомплектованы представительницами других видов спорта — в частности, Ким предложил переквалифицироваться некоторым своим подопечным-гандболисткам.
После того как в 1976 году было принято решение включить в программу летних Олимпийских игр в Москве женский хоккей на траве, в СССР начали его развивать. Власти Узбекской ССР, прежде скептически воспринимавшие инициативу Красникова, после этого переквалифицировали гандбольную команду ШВСМ в хоккейную. Тренером был назначен Ким.

Создатель и тренер «Андижанки» Мирон Ким

## Всесоюзные турниры

### Лидерство в СССР
В марте 1977 года «Андижанка» выиграла первый всесоюзный турнир по хоккею на траве, посвящённый Международному женскому дню. Первый гол в турнире забила хоккеистка «Андижанки» Светлана Рассолова. По итогам года в список 22 лучших хоккеисток СССР в сезоне вошли шесть игроков «Андижанки»: защитники Нелли Горбаткова и Валентина Заздравных, полузащитники Светлана Рассолова и Эльвира Арифжанова, нападающие Лейла Ахмерова и Алина Хам.
В 1979 году был впервые разыгран женский чемпионат СССР по хоккею на траве. Золотые медали в противоборстве со «Спартаком» из Люберец завоевала «Андижанка», та же ситуация повторилась и в 1980 году. «Андижанка» стала первой командой из Узбекской ССР, победившей в чемпионате страны по игровому виду спорта.
Однако конкуренция в женском советском хоккее на траве росла, и в 1981 году подопечные Кима выиграли только бронзовые медали, уступив люберецкому «Спартаку» и московскому СКИФу. Этому способствовало и то, что Ким совмещал работу в клубе и женской сборной СССР, с которой завоевал бронзу чемпионата мира и которую возглавял до распада Советского Союза.

### Отлучение Кима и кризис
В 1982 году жена и дочь Кима попали в автомобильную аварию, и тренер не поехал в Алма-Ату на матчи чемпионата СССР против местного «Связиста». Это стало поводом для отстранения Кима от работы с командой. Его сменщиком стал младший брат председателя Андижанского областного спорткомитета, который до того времени два месяца был ассистентом Кима. Однако он не нашёл общего языка с командой — ряд хоккеисток покинули «Андижанку» в знак солидарности с Кимом. Руководство команды за короткий срок менялось трижды. В результате в 1982 году «Андижанка» осталась без медалей чемпионата СССР, а в 1983-м заняла 10-е место и должна была вылететь, однако высшую лигу расширили до 12 коллективов.

### Возвращение в лидеры
За три тура до конца предварительного этапа чемпионата СССР 1984 года «Андижанка» занимала 11-е место, и партийные власти Андижанской области попросили Кима вновь возглавить команду. Он согласился и привлёк к выступлениям ряд новичков, которых подготовил за время отлучения от «Андижанки». В трёх оставшихся турах подопечные Кима одержали три победы и попали в восьмёрку финалистов, где заняли 7-е место.
В 1986 году «Андижанка» третий раз в истории выиграла золотые медали чемпионата СССР. В дальнейшем она ещё раз стала сильнейшей в стране в 1990 году, дважды брала серебряные (1987, 1991) и один раз бронзовые (1988) медали. Кроме того, «Андижанка» четыре раза завоёвывала Кубок СССР.
После распада СССР в начале 90-х годов «Андижанка» прекратила существование. Ким продолжил работать тренером в созданной вместо неё футбольной «Андижанке», с которой семь раз выигрывал чемпионат Узбекистана.

## Еврокубки

Защитник «Андижанки» и сборной СССР Нелли Горбаткова

В 1980 году «Андижанка» первой среди советских команд выступила в Кубке европейских чемпионов. Дебют получился неудачным: она заняла 3-е место в квалификационном турнире и не попала в основной этап.
В 1981 году «Андижанка» заняла 5-е место. На групповом этапе подопечные Кима победили английский «Нортон» (2:1), сыграли вничью с ирландским «Портадауном» (1:1) и уступили действующему обладателю трофея нидерландскому АХБК (0:1). «Андижанка» стала третьей в группе, пропустив вперёд «Портадаун» из-за разницы мячей. В матче за 5-6-е места узбекистанские хоккеистки победили валлийский «Пенарт» (4:0). Состав «Андижанки»: вратари Людмила Кондратюк, Любовь Черняева; полевые игроки Лариса Габидулина, Нелли Горбаткова, Флюра Исимбаева, Саламат Махмудова, Марина Платонова, Людмила Павлова, Фариде Белялова, Марина Мурадян, Алина Хам, Лейла Ахмерова (капитан), Валентина Заздравных, Эльвира Арифжанова, Ингульсум Ибраимова, Феруза Камалова, Амина Ярматова, Светлана Рассолова, Мухаббат Хайдарова, Елена Шульженко.
В 1987 году «Андижанка» стала бронзовым призёром Кубка европейских чемпионов. На групповом этапе узбечки выиграли у «Портадауна» (3:1) и испанского «Сан-Себастьяна» (2:0) и уступили западногерманскому «Блау-Вайсс» (0:2). Заняв 2-е место в группе, «Андижанка» в матче за 3-4-е места победила английский «Слау» (2:1). Состав «Андижанки»: вратарь Любовь Кондратенко; полевые игроки Елена Шульженко, Гульчехра Варисова, Мухаббат Хайдарова-Байкузиева, Фариде Белялова, Найля Ахмерова, Ирина Цепедилова, Марина Шаронова, Софие Усеинова, Лариса Дрёпина, Светлана Олохова, Ирина Мордухаева, Светлана Яковлева, Флюра Джалилова.

## Игроки «Андижанки» в сборной СССР
В первый состав женской сборной СССР по хоккею на траве, сформированный в декабре 1977 года, вошли две хоккеистки «Андижанки»: полузащитники Светлана Рассолова и Эльвира Арифжанова.
В 1980 году в составе сборной СССР бронзовые медали летних Олимпийских игр в Москве завоевали Нелли Горбаткова (5 матчей), Валентина Заздравных (5 мячей), Лейла Ахмерова (1 матч) и Алина Хам (1 матч).
В 1981 году бронзовые медали чемпионата мира в Буэнос-Айресе выиграли Валентина Заздравных, Нелли Горбаткова и Лейла Ахмерова.

## Достижения
- Чемпион СССР (4): 1979, 1980, 1986, 1990.
- Серебряный призёр чемпионата СССР (2): 1987, 1991.
- Бронзовый призёр чемпионата СССР (2): 1981, 1988.
- Обладатель Кубка СССР (4)
- Бронзовый призёр Кубка европейских чемпионов (1): 1987.